# شريخان العليا
شريخان العليا هي قرية عراقية تركمانية تابعة لقضاء تلكيف ضمن محافظة نينوى. تبعد عن مركز مدينة الموصل 7 كم شمال غرب المدينة، ويقدر عدد سكانها بحوالي (10000) نسمة. تحدها من الشرق الحي السكني الرشيدية التابعة لمدينة الموصل ومن الشمال مرتفعات بيشيطاغ ومن الشرق قرية قرا قوينلو التركمانية ويعود تاريخ إنشاء القرية إلى ما قبل 100 سنة. كانت جزء من قرية الشريخان السفلى وإنفصلت بعض بيوتاتها بسبب فيضانات دجلة خلال فصل الشتاء وقاموا ببناء منازل من طين في مرتفع على امتداد آثار مدينة تربيصوا الآشورية.
ويتحدث سكان القرية اللغة التركمانية القريبة من الأذربيجانية، ويقطنها عشائر تركمانية تعود أصولها إلى عشيرة البكدلي أحد بطون أبناء أوغوز جد الأتراك، ومن أكبر عشائرها (شامسلر، وبازويالر، وياغدلر، وقنبرلر، وسيتلر، وياغدلر، وشبكلر، وبعض العائلات العربية التي تعود إلى عشيرة اللويز وعشيرة العبيد.